# Basel al-Ásad
Basel al-Ásad (en árabe: بَاسِلُ ٱلْأَسَدِ‎, romanizado: Bāsil al-ʾAsad, Damasco, Siria, 23 de marzo de 1962-Damasco, 21 de enero de 1994) fue un ingeniero, jinete, militar y político sirio. Fue hijo del presidente sirio Háfez al-Ásad y hermano del también presidente sirio Bashar al-Ásad.

## Biografía

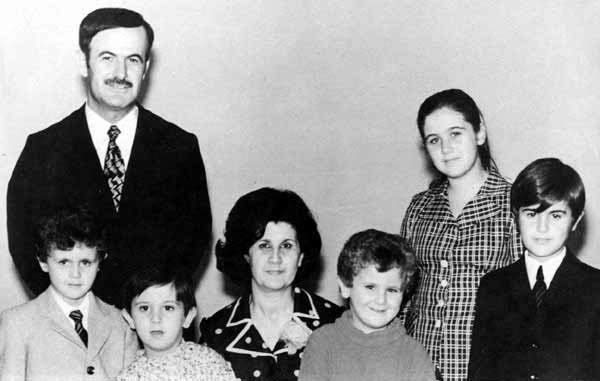
Basel al-Ásad, primero de la derecha, con su familia a principios de los años 70.

Al-Ásad nació el 23 de marzo de 1962 en Damasco, Siria, como el segundo hijo del matrimonio entre Háfez al-Ásad y Anisa Makhlouf. Su hermana mayor, Bushra, nació dos años antes, en 1960. En una entrevista con el periodista británico Patrick Seale en 1988, al-Ássad afirmó que la dedicación de su padre al trabajo, ocupando varios cargos políticos y luego siendo Presidente del país desde 1971, causaba que frecuentemente pasara por alto su vida familiar, a pesar de intentos ocasionales de fomentar conexiones, como breves viajes familiares a Latakia.
Se formó como ingeniero civil y obtuvo un doctorado en ciencias militares. Además de su árabe nativo, al-Ásad hablaba con fluidez francés.

### Fallecimiento
Al-Ásad murió instantáneamente el 21 de enero de 1994, tras chocar contra una barrera mientras conducía su automóvil Mercedes a altas velocidades sin llevar puesto el cinturón de seguridad. Según el autor Paul Theroux, al-Ásad estaba conduciendo a 240 kilómetros por hora a través de la niebla hacia el Aeropuerto Internacional de Damasco para tomar un vuelo privado a Fráncfort, Alemania, de camino a unas vacaciones de esquí en los Alpes temprano en la mañana. Su primo materno, el general de brigada sirio Hafez Makhlouf, estaba con él y fue hospitalizado con heridas tras el accidente; un chofer que iba en el asiento trasero resultó ileso.
La muerte de Basel provocó que su hermano menor Bashar, que entonces estudiaba un posgrado en oftalmología en Londres, comenzara a formarse como futuro sucesor de la presidencia, obteniendo este cargo tras la muerte de su padre el 10 de junio de 2000.
El cuerpo de al-Ásad fue trasladado al Hospital universitario Al Assad y luego enterrado en el Mausoleo de Ásad en la ciudad de Qardaha, donde también fue enterrado el cuerpo de su padre después de su muerte en 2000, y posteriormente, el 11 de diciembre de 2024, su tumba y la de otros de sus familiares fueron destruidas y quemadas por rebeldes sirios tras el derrocamiento de su hermano durante la guerra civil siria.

## Legado

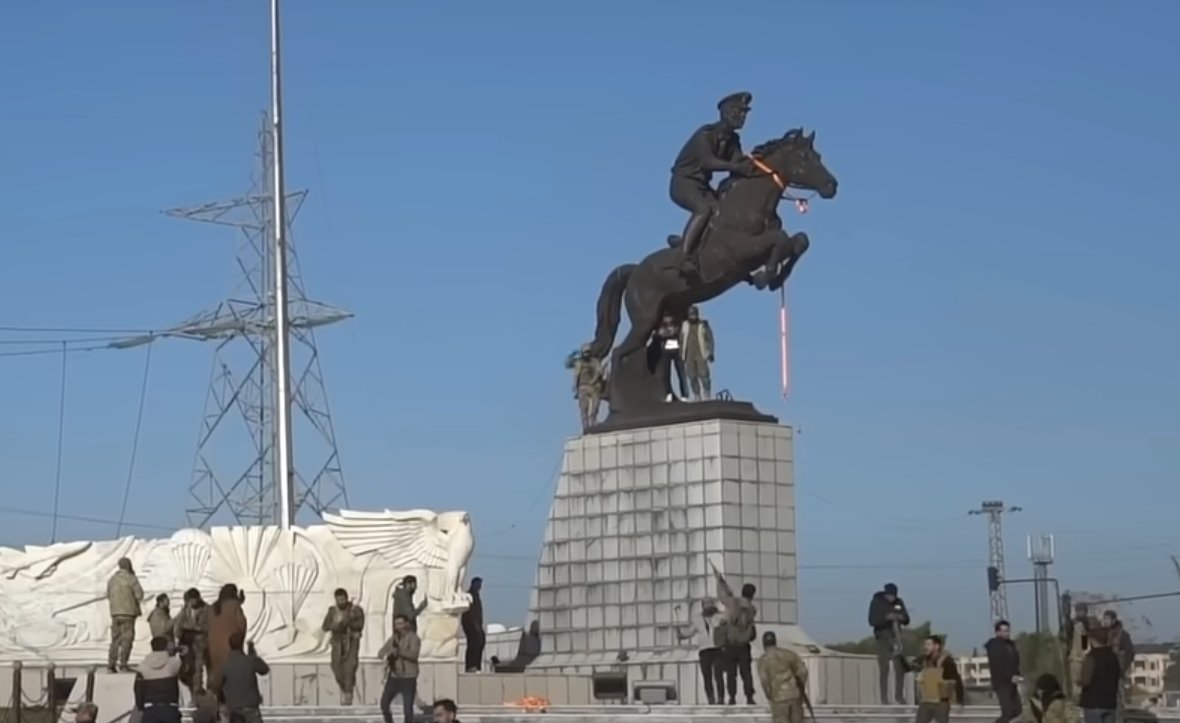
La estatua de Basel al-Ásad en Alepo, fotografiada con rebeldes el día de su derribamiento.

Numerosas entidades han sido nombradas en su honor, entre ellas plazas, calles, hospitales, estadios y clubes deportivos. El Aeropuerto Internacional de Latakia llevó su nombre hasta el 8 de diciembre de 2024.
Se construyeron múltiples estatuas de él en varias ciudades de Siria. Tuvo una estatua suya como jinete en Alepo, hasta diciembre de 2024, cuando fue derribada por rebeldes sirios, y anteriormente en Chtaura, Becá, Líbano.
El 17 de noviembre de 2020, se inauguró un museo dedicado a él en Latakia Sports City.